# Initiative Denkmalschutz
Die Initiative Denkmalschutz ist ein im Jahr 2008 gegründeter österreichischer Verein mit der Zielsetzung des Schutzes bedrohter Kulturgüter. Der Verein ist aus der 1999 gegründeten Internet-Plattform Netzwerk Denkmalschutz Österreich entstanden und ist nicht auf Gewinn ausgerichtet und überparteilich. Er gibt eine dreimal im Jahr erscheinende Zeitschrift Denkma[i]l heraus, die auch elektronisch verfügbar ist. Repräsentanten des Vereins beziehen häufig zu Kontroversen in Fragen des Denkmalschutzes öffentlich Stellung und finden dabei Echo in überregionalen Medien.